# فرودگاه دریاچه تزی (پان فیلیپس)
فرودگاه دریاچه تزی (پان فیلیپس) (به انگلیسی: Tsetzi Lake (Pan Phillips) Airport) یک فرودگاه خصوصی است . این فرودگاه در کشور کانادا قرار دارد و در ارتفاع ۱۰۸۲ متری از سطح دریا واقع شده است.